# 아산만방조제
아산만방조제(牙山灣防潮堤)는 안성천 하구에 위치한 대한민국의 방조제이다.

## 개요
충청남도 아산군(현재 아산시) 인주면과 경기도 평택군(현재 평택시) 현덕면 사이의 아산만 및 안성천 하구를 연륙한 방조제로 1971년 착공 후 1974년 5월 22일 남양방조제와 동시 준공됐다. 방조제의 제원은 길이 2,564m, 최고 높이 17m, 윗넓이 16m, 밑넓이 168m이다. 아산만 방조제 건설로 인하여 안성천 하구에 인공호인 아산호가 생겼다. 국도 제38, 39, 77호선이 통과하는 구간이다.